# 小行星4351
小行星4351（英語：4351 Nobuhisa）是一颗围绕太阳公转的小行星。1989年10月28日，水野義兼、古田俊正在可儿市发现了此天体。
这颗小行星的绝对星等为245.21830等。